# Соболь Євтихій Спиридонович
Соболь Євтихій Спиридонович (*початок XVII століття — †після 1655) — український державний діяч в добу Гетьманщини, голова особистої канцелярії Богдана Хмельницького, член Генеральної канцелярії Війська Запорозького. 

## Біографія
Походив з українського шляхетського роду. Навчався в Лаврській школі Петра Могили, був одним із студентів — авторів «Євхаристиріону» (1632) на його пошану. Написав вірш «Терпсіхора, албо наука інструментального співу». 
Пізніше служив секретарем А. Киселя. Під час дипломатичної місії останнього на Гетьманщину, яка завершилась укладенням з повстанцями Переяславського перемир'я (лютий 1649), перейшов на бік Богдана Хмельницького і став на чолі його особистої канцелярії. Колега А. Киселя по цій дипломатичній місії В. М'ясковський у своєму щоденнику так охарактеризував Євтихія: «людина немолода і досвідчена у справах і ділах Речі Посполитої». Позитивно охарактеризував Соболя також венеціанський дипломат А. Віміна, який вів переговори у Чигирині (1650) і зустрічався з Євтихієм. Останній входив до складу Генеральної канцелярії Війська Запорозького, очолюваної генеральним писарем Іваном Виговським.
Був поруч з гетьманом під час походу української армії 1655, брав участь в облозі Львова.